# 吹田マーヴィーズ
吹田マーヴィーズ（すいたマーヴィーズ、英表記：Suita MARVIES）は、かつてXリーグ西地区に所属していたアメリカンフットボールのクラブチームである。チームロゴでは「MARV!ES」と表記している。
旧名称は内外電機マーヴィーズ（ないがいでんきマーヴィーズ、英表記：Naigai Energering MARVIES）。

## 来歴
- 1994年 東大阪市に本社を置く総合電気設備メーカー内外電機株式会社の実業団チームとして創部。
- 2002年 翌年度より運営形態をクラブチームに変更するよう発表（メインスポンサーは内外電機が継続）。同年、Xリーグ西地区2部（X2ウエスト）を制し、X-X2入替戦でファイニーズを破り、Xリーグ西地区1部昇格を決める。
- 2006年 アサヒ飲料チャレンジャーズを破り、秋季リーグ戦を松下電工インパルス（現パナソニック インパルス）に次ぐ4勝1敗の2位で終え、FINAL6に初出場するも、1回戦でオービックシーガルズと対戦し、13対74と大敗。
- 2009年「吹田マーヴィーズ」に名称変更。吹田市を本拠とする市民クラブチームになる。
- 2011年 X2へ自主降格も解散。次項詳述

### 降格問題
本クラブは2011年1月に予算難を理由にリーグ戦に出場するために必要な参加費用が未払いになっていたため、2部に当たる「X2リーグ・ウェストディビジョン」に自主的に降格することを申し入れた。その後日本社会人アメリカンフットボール協会がX2リーグへの参加を認めることをいったんは決めた。
しかし、その後主力選手の流出が多く、予算も更に逼迫したこともありこれ以上の安定した経営が見込めないとして、同7月31日をもってX2からの撤退とチームの廃部を発表した。なおトップチーム解散後も、少年タッチフットボールチームと、チアダンスチームは特定非営利活動法人の運営により継続している。

## Xリーグでの秋季リーグ戦成績
| 年度 | 所属      | 勝 | 敗 | 順位 | ポストシーズン（ファイナル6以降） |
| ---- | --------- | -- | -- | ---- | --------------------------------- |
| 2003 | Xウエスト | 2  | 3  | 4位  | —                                 |
| 2004 | Xウエスト | 2  | 3  | 4位  | —                                 |
| 2005 | Xウエスト | 3  | 2  | 3位  | —                                 |
| 2006 | Xウエスト | 4  | 1  | 2位  | 1回戦敗退（対オービック）         |
| 2007 | Xウエスト | 3  | 2  | 3位  | —                                 |
| 2008 | Xウエスト | 2  | 3  | 4位  | —                                 |
| 2009 | Xウエスト | 3  | 2  | 3位  | —                                 |
| 2010 | Xウエスト | 3  | 2  | 3位  | —                                 |